# Дворец Тышкевичей (Паланга)
Дворец Тышкевичей — памятник культуры. Находится в Паланге на улице Витауто № 17. Построен в конце XIX века для семейства Тышкевичей в неоренессансном стиле. С 1963 года во дворце находится музей янтаря.

## История
Резиденция была построена в стиле неоренессанса с элементами классицизма и барокко в 1893—1897 годах Францем Генрихом Швехтеном по заказу графа Феликса Тышкевича, на месте деревянного малого дворца на берегу речки Ронжи.
В 1900 году возле дворца установлена фигура Иисуса Христа (по некоторым данным работы самого Бертеля Торвальдсена), которая с тех пор является одной из главных черт местного пейзажа, несмотря на то, что во времена советской власти была снесена (заново установлена в 1993 году). В начале XX века возле дворца была построена небольшая часовенка, также работы Швехтена.
Дворцовые сады спроектировал французский ландшафтный архитектор Эдуард Франсуа Андре с сыном — часть старых посадок была выкорчевана, чтобы посадить новые, экзотические. Данный факт сильно критиковался, так как в Жемайтии старые посадки считаются священными.
Планам расширения дворцового комплекса помешала Первая мировая война — во время немецкого авианалёта было разрушено главное крыло здания.
После присоединения Литвы к СССР в 1945 году дворец был национализирован и постепенно приходил в упадок. В 1957 году под руководством Альфредаса Брусокаса проведены консервационные работы по переделке дворца в дом творчества. В 1963 году во дворце расположился музей янтаря, коллекция которого насчитывает около 28 тысяч янтарных изделий.
После восстановления независимости Литвы дворец был возвращён во владение Альфреда Тышкевича, который передал его в дар Паланге, получив за это статус почетного гражданина этого города.